# André Basset
André Basset (Lunéville, 4 agosto 1895 – Parigi, 24 gennaio 1956) è stato un orientalista e linguista francese.
Fu particolarmente attivo negli studi di lingua e letteratura berbera.

## Biografia
Nacque il 4 agosto 1895 a Lunéville (Meurthe e Mosella) nella regione della Lorena. Il padre, René Basset fu il caposcuola degli studi berberi e nordafricani, e trasmise ai figli questa sua passione (anche l'altro figlio, Henri, intraprese con successo lo studio delle medesime discipline, ma morì prematuramente a 33 anni).
Dopo i primi studi al paese natale e il liceo ad Algeri, André Basset si formò agli studi classici, laureandosi in lettere con una tesi su Leconte de Lisle. Solo in seguito si accostò alla linguistica storica sotto l'insegnamento di Antoine Meillet, e, affascinato da questa disciplina, decise di dedicarsi alla linguistica berbera.
Dopo un periodo di insegnamento al liceo in Marocco (1922-1924), nel 1925 entrò come docente all'"Institut des hautes études marocaines.
Nel 1929 sostenne la tesi di dottorato, con due lavori ancor oggi considerati fondamentali. La sua tesi principale, sul verbo berbero, raccoglieva e classificava una mole immensa di dati dai più disparati dialetti berberi arrivando ad individuare 214 "coniugazioni" diverse. Come tesi complementare presentò un vero e proprio atlante linguistico della Cabilia, con 20 carte riguardanti la terminologia delle diverse parti del corpo relative a 219 punti di inchiesta.
A partire dal 1930 ebbe quindi una cattedra alla Facoltà di lettere di Algeri, e dopo la morte (avvenuta nel 1940) di Edmond Destaing, venne nominato a succedergli nella Scuola Nazionale di Lingue Orientali (oggi: INALCO), dove insegnò fino alla morte, avvenuta a seguito di una crisi cardiaca il 24 gennaio 1956.
L'opera André Basset segnò un tornante importante per gli studi berberi. Dopo i lavori pionieristici del padre e degli studiosi della sua generazione, egli si dedicò ad approfondire i principi generali della lingua berbera, producendo lavori di sintesi estremamente precisi e in grado di far luce con semplicità e chiarezza su fenomeni importanti della grammatica. il volumetto del 1952 sulla lingua berbera, nonostante le ridotte dimensioni, è estremamente ricco e denso, e rappresenta una sintesi insuperata. E l'articolo di sole due pagine sullo stato d'annessione del 1932 è tuttora citato come lo studio di riferimento su questo fenomeno.
Non cessò comunque il lavoro di raccolta, ed ebbe sempre un'attenzione particolare per l'indagine sulle varietà più disparate di questa lingua, producendo numerosi lavori di geografia linguistica. In particolare, oltre a quello già citato sulla Cabilia (1929), si sforzò di produrre un "Atlante linguistico dei parlari berberi dell'Algeria", di cui realizzò due fascicoli nel 1936 e 1939.
Solo dopo la sua morte vennero pubblicati i testi di chaouia dell'Aurès raccolti in lunghi anni di collaborazione con un informatore che era anche lettore di berbero alla Scuola di Lingue orientali, e che non sono solo utili per lo studio di questa varietà di berbero, ma rivestono anche un notevole interesse per il loro contenuto etnografico.